# Système 7
Pour l’article homonyme, voir System 7 pour le groupe de techno.
Ne doit pas être confondu avec Windows 7.
Système 7 ou Mac OS 7 (à partir de Mac OS 7.6) est le nom donné à la septième révision majeure du système d'exploitation des ordinateurs Apple Macintosh.

## Caractéristiques du Système 7
C'est la première vraie évolution majeure du système Macintosh, apportant une amélioration significative de l'interface utilisateur, une amélioration de la stabilité et de nombreuses nouvelles fonctionnalités. Lors de son apparition, en 1991, le Système 7 apporta principalement la possibilité d'utiliser en standard plusieurs applications en même temps, bien que le Système 6, avec l'aide de l'extension système MultiFinder, le permît dans une certaine mesure.
Le Système 7.5 apporta la version 2 de QuickTime, le glisser-déposer dans la gestion des fichiers, ainsi que QuickDraw GX, un nouveau moteur d’affichage offrant des capacités graphiques améliorées.
La mise à jour 7.6 fut renommée Mac OS 7.6, abandonnant ainsi l’ancien nom de Système 7. Cette version se distingue par une connectivité Internet améliorée et intègre par défaut le navigateur web Netscape.
La dernière version du Système 7 préfigurait déjà en grande partie le Mac OS 8 qui faillit d'ailleurs s'appeler « Mac OS 7.7 ». En particulier, l'écran de démarrage comporte déjà la mention « Mac OS » (depuis la version 7.5), ceci pour marquer plus nettement la séparation entre le système d'exploitation et les ordinateurs compatibles Macintosh, Apple ayant décidé en 1995 d'autoriser d'autres constructeurs à fabriquer des ordinateurs compatibles Macintosh fonctionnant sous Mac OS.
L'histoire du Système 7 a été particulièrement trouble à partir des versions 7.5.2, qui apportaient le support des Macintosh équipés d'un bus PCI. S'ensuivit une longue période de versions plus ou moins instables, le calme ne revenant réellement qu'à partir de Mac OS 7.6.
Le Système 7 a apporté la couleur aux Macs et a rompu avec la sobriété des versions antérieures. Tant et si bien qu'encore aujourd'hui, il existe des « fanatiques » du Système 6 qui considèrent que les versions postérieures n'ont cessé de « rompre avec l'esprit Mac ».
« Système 7 » est le dernier nom de système d'exploitation du Macintosh qui contient le mot « système ». Par la suite, les systèmes d'exploitation du Macintosh ont été appelés « Mac OS » (pour Macintosh Operating System).

## Postérité
Plus de 20 ans après la sortie de Mac OS 7, un développeur indépendant, Nick Lee, a réussi à faire fonctionner le système d'exploitation en version 7.5.5 sur l'Apple Watch de première génération.

## Historique des versions
- mai 1991 : Système 7.0
- octobre 1991 : Système 7.0.1
- mars 1992 : Système 7.0.1 Tune-up
- août 1992 : Système 7.1
- octobre 1993 : Système 7.1.1 (ou Système 7 Pro)
- mars 1994 : Système 7.1.2
- début 1995 : Système 7.5 (Mozart)
- mars 1995 : Système 7.5.1
- août 1995 : Système 7.5.2
- janvier 1996 : Système 7.5.3
- 1er mai 1996 : Système 7.5.3 Révision 2
- 7 août 1996 : Système 7.5.3 Révision 2.1 et 2.2
- 27 septembre 1996 : Système 7.5.5
- 7 janvier 1997 : Mac OS 7.6 (Harmony)
- 7 avril 1997 : Mac OS 7.6.1